# Geschützter Landschaftsbestandteil Härtlingsrücken Rohrbachskopf
Der Geschützte Landschaftsbestandteil Härtlingsrücken Rohrbachskopf mit 1,23 ha Flächengröße liegt südöstlich von Langewiese im Stadtgebiet von Winterberg. Das Gebiet wurde 2008 bei der Aufstellung vom Landschaftsplan Winterberg durch den Kreistag des Hochsauerlandkreises als Geschützter Landschaftsbestandteil (LB) ausgewiesen.

## Gebietsbeschreibung
Es handelt sich um den flachen Bergrücken des Rohrbachskopfes. Hier tritt ein geschwungener Härtlingsrücken mit niedrigen, offenen Felsrippen zutage. Er ist von einzelnen Gebüschen und Zwergsträuchern bewachsen. Die Vegetation weist Übergänge zur Hochheide und zum Borstgrasrasen auf. Der Borstgrasrasen im Zentrum der Abgrenzung ist ein gesetzlich geschütztes Biotop nach § 30 BNatSchG. Nördlich und südlich davon geht der Felsbuckel in relativ artenreiches Magergrünland über. Wobei der nordöstliche Teil brachgefallen ist und zeigt beginnende Verbuschung mit Besenginster, Himbeere und Ohrweide.

## Gebot
Es wurden im Landschaftsplan das Gebot festgesetzt:
- „Die Geschützten Landschaftsbestandteile sind durch geeignete Pflegemaßnahmen zu erhalten, solange der dafür erforderliche Aufwand in Abwägung mit ihrer jeweiligen Bedeutung für Natur und Landschaft gerechtfertigt ist. Solche Maßnahmen bestehen insbesondere in der fachgerechten Behandlung von Schäden und Wunden, Totholzausastung, Beseitigung von Wurzelbrut und (vorbeugenden) statischen Verbesserungen an Bäumen; bei den Feldgehölzen sind derartige Maßnahmen in der Regel nicht notwendig, sie sollen dann der natürlichen Entwicklung überlassen bleiben.“[1]